# Southington (Connecticut)
Southington és una població dels Estats Units a l'estat de Connecticut. Segons el cens del 2010 tenia 43.069 habitants.

## Demografia
Segons el cens del 2000, Southington tenia 39.728 habitants, 15.083 habitatges, i 11.282 famílies. La densitat de població era de 426,2 habitants/km².
Per edats la població es repartia de la següent manera: un 23,8% tenia menys de 18 anys, un 5,9% entre 18 i 24, un 29,3% entre 25 i 44, un 26,3% de 45 a 60 i un 14,7% 65 anys o més.
L'edat mediana era de 40 anys. Per cada 100 dones de 18 o més anys hi havia 90,1 homes.
Entorn del 2,2% de les famílies i el 3,3% de la població estaven per davall del llindar de pobresa.